# Robert Hetkämper

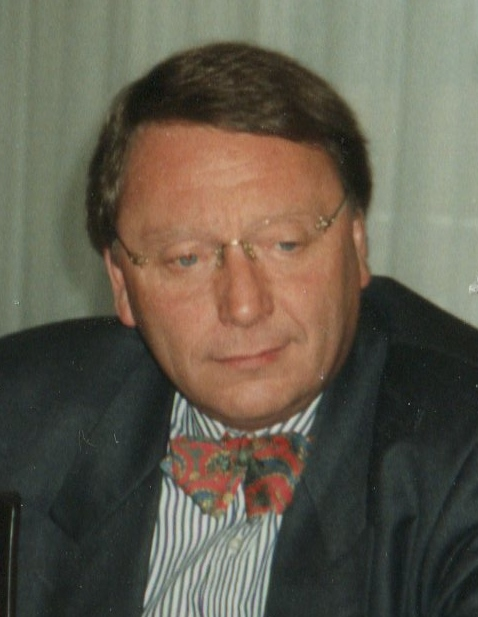
Robert Hetkämper (um 1990)

Robert Hetkämper (* 9. August 1949 in Gladbeck) ist ein deutscher Journalist. Von 2001 bis 2014 war er Leiter des ARD-Studios Singapur.

## Biografie
Robert Hetkämper wurde 1949 im westfälischen Gladbeck geboren und wuchs im Ruhrgebiet auf. Nach dem Abitur an einem naturwissenschaftlichen Gymnasium in Herten studierte er an der FU Berlin und der Universität des Saarlandes Germanistik, Soziologie und Politologie.
Bereits in jungen Jahren startete er seine journalistische Laufbahn und war unter anderem beim Saarländischen Rundfunk (SR) und beim Bayerischen Rundfunk (BR) tätig.
1988 wurde er Ostasien-Korrespondent und Leiter des ARD-Studios Tokio. Sein Berichtsgebiet umfasste dabei neben Japan auch die Philippinen, Nordkorea, Südkorea, Taiwan und die diversen Inselstaaten des Pazifik. Diese Tätigkeit übte er bis 1992 aus, ehe er für drei Jahre zum Norddeutschen Rundfunk (NDR) nach Hamburg wechselte. 1995 erfolgte die Rückkehr nach Tokio für weitere drei Jahre. Von 1999 bis 2001 war er für die ARD als Senior-Korrespondent im Studio Washington tätig, ehe es ihn zurück nach Asien zog.
Von 2001 bis August 2014 war Robert Hetkämper Leiter des ARD-Studios Singapur. Zum Berichtsgebiet gehören Myanmar, Thailand, Laos, Kambodscha, Vietnam, Malaysia, Singapur, die Philippinen, Indonesien, Brunei, Papua-Neuguinea, Australien und Neuseeland.
Im August 2014 erreichte Robert Hetkämper die Pensionsgrenze von 65 Jahren und ging in den Ruhestand. In der ARD-Reihe Weltreisen vom 5. Juli 2014, unter dem Titel Gesichter Asiens – Unterwegs mit Robert Hetkämper, blickte er auf seine rund 20-jährige Tätigkeit als Asien-Korrespondent der ARD zurück. Er trug bei seinen Reportagen, aufgrund einer Lichtempfindlichkeit, häufig Panama-Hut, was ihm den Namen Der Mann mit Hut einbrachte. 

## Auswahl seiner Filme
- Mit dem Zug durch Australien – Vom Indischen Ozean in die großen Wüsten (Teil 1)
- Mit dem Zug durch Australien – Aus der Nullarbor Wüste an den Pazifik (Teil 2)
- Durch Australien in legendären Zügen – Ghan and Overland
- Mit dem Zug zum Great Barrier Reef – Australiens Sunlander Express
- Jenseits von Bali – Eine Segelreise durch Indonesiens Osten
- Der Mekong in 50 Booten – Von Vietnam nach Kambodscha (Teil 1)
- Der Mekong in 50 Booten – Von Kambodscha nach Laos (Teil 2)
- Der Mekong in 50 Booten – Von Laos nach Thailand (Teil 3)
- Mit dem Zug durch Neuseeland
- Trance, Protest und Ideale – Unterwegs in Südostasien
- Mit dem Rheindampfer durch Burma
- Myanmar – Durch das Land der tausend Pagoden
- Burma boomt (wdr-weltweit)
- Gesichter Asiens aus Myanmar (weltreisen)
- Im Wohnmobil durch West-Australien (NDR)
- Neuseeland – Eine Segelreise um die Südinsel (NDR 2010)
- Nachtexpress nach Surabaya – Mit dem Zug über Indonesiens Hauptinsel
- Abenteuer Eismeer – Mit dem Schiff in die Antarktis (NDR 2014)
- Die Philippinen – Ein Reiseerlebnis – Mit Bus und Boot durch das andere Asien (NDR 2017) Teil 1: Dschungel und Vulkane; Teil 2: Reisterrassen und Altstadtgassen
- Mit dem Zug durch Myanmar (NDR 2018) – 2 Teile